# Soulé (chanteuse)
Samantha Kay est une auteure, compositrice, et interprète irlandaise née le 4 janvier 1995 à Londres en Angleterre mais élevée à Dublin. Elle est connue professionnellement sous le nom de Soulé comme son nom de scène (stylisée comme SOULÉ).

## Biographie

### Enfance et formation
Soulé (Samantha Kay) est née  à Londres, en Angleterre, de parents congolais de la République démocratique du Congo. La famille a déménagé en Irlande et s'est installée à Balbriggan, dans le comté de Dublin, lorsqu'elle avait 12 ans,. Elle a fréquenté l'école Loreto à Balbriggan. Elle a auditionné pour The X-Factor au Royaume-Uni à 16 ans, mais n'a pas progressé jusqu'à l'émission de télévision,. Dans ses premières années, elle a été impliquée dans la musique et les arts de la scène dans le club de jeunes Foróige de la ville et a été encadrée par Messiah J. Elle a participé à l'organisation du festival de musique Nitrogen dans la ville. Elle a obtenu un diplôme en tourisme de l'Institut de technologie de Dublin ,,.

### Carrière
La chanson de Soulé a été repéré en ligne par un musicien de Dublin, Precious, en 2015 et elle a été invitée à figurer sur une chanson qu'il enregistrait dans une maison de production expérimentale à Dublin. C'est le studio dans lequel Soulé a produit toute sa musique. Elle a sorti son premier single, "Love No More", en septembre 2016. Sa musique a été qualifiée de "fun R'n'B ", s'inspirant du genre dans les années 1990.
Ses singles "Love No More"  et "Troublemaker" ont été nommés pour la chanson de l'année des Choice Music Awards en 2017 et 2018 respectivement. Son single "Love Tonight" avec C Cane, a été joué sur chaque épisode de Love Island en 2019,,,. Ce single a également été nommé pour la chanson de l'année 2019 des Choice Music Awards et a été la plus grande chanson d'une artiste féminine irlandaise la même année. Elle a été nommée l'une des étoiles montantes de RTÉ 2fm en 2019.
Elle s'est produite à Eurosonic en 2018 et a participé aux festivals de musique Electric Picnic, Longitude et Forbidden Fruit en Irlande . Elle était l'un des artistes présentés au festival Love Sensation au Royal Hospital Kilmainham, au bal de Noël 2fm dans la 3Arena,, et au Late Late Show en 2019. Elle se produit régulièrement avec Mona-Lxsa . Elle a collaboré avec Sorcha Richardson et Elaine Mai sur le single "Butterflies" en 2019 dans le cadre de la campagne Three Ireland Made by Music.
En 2020, Soulé faisait partie d'un collectif ou un groupe irlandais de chanteuses et de musiciennes appelé Irish Women in Harmony, qui a enregistré une version de la chanson Cranberries " Dreams " au profit de l'association caritative SafeIreland, qui traite de la violence domestique qui aurait considérablement augmenté pendant le confinement lié au COVID-19. Leur version de la chanson a reçu le statut d'or; c'était le premier disque d'or de Soulé.[réf. nécessaire]
En 2022, La chanteuse Soulé se sépare de sa direction et devient totalement indépendante. Soulé a sorti son single " Body " co-écrit avec l'artiste irlandais Cian Ducrot lors d'un camp d'écriture Spotify. « Body » a été acclamé par la critique et était numéro 1 sur le Irish Breakers Chart en même temps, amassant plus de 400 000 flux sur Spotify.[réf. nécessaire] En avril 2022, Soulé a été annoncé comme un acte de soutien pour la tournée The Wild Dreams de Westlife au stade Aviva aux côtés de Sugababes. Avec plus de 50 000 spectateurs, c'était la plus grande scène de Soulé à ce jour et elle a reçu une réponse positive de la part des critiques.[réf. nécessaire]
En 2022, Soulé a également été annoncé comme juge sur Junk Kouture, un concours de mode télévisé destiné aux élèves du secondaire. Elle faisait partie du jury aux côtés de Louis Walsh, Rozanna Purcell et Stephen McLaughlin.[réf. nécessaire]

## Discographie
- Love No More single (2016)
- Troublemaker single (2017)
- Good Life (2017) [19]
- What Do You Know single (2017) [6]
- Don’t Hold Your Breath single (2018)
- Love Tonight featuring C Cane Single (2019)
- Collaboration Butterflies avec Sorcha Richardson et Elaine Mai single (2019)
- Love Cycle EP (2019) [20]
- Dreams dans le cadre de Irish Women in Harmony (2020)
- Single Queenish (2021)
- Body Single (2022)